# Михалков, Артём Никитич
Артём Ники́тич Михалко́в (род. 8 декабря 1975, Москва, РСФСР, СССР) — советский и российский киноактёр, кинорежиссёр, сценарист, продюсер и телеведущий, сын Никиты Михалкова. Снял фильмы «Ставка на любовь», «Мистер Нокаут». Генеральный продюсер 1-2-3 Production (с 8 апреля 2025).

## Биография
Артём Михалков родился 8 декабря 1975 года в Москве, в семье режиссёра Никиты Михалкова и его жены Татьяны. В кино он впервые появился в трёхлетнем возрасте в 1978 году, в картине своего дяди Андрея Кончаловского «Сибириада». В 1998 году окончил режиссёрский факультет ВГИКа (мастерская Марлена Хуциева). Снялся в качестве актёра в фильмах «Сибирский цирюльник», «Участок», «72 метра», «9 рота», «Утомлённые солнцем 2: Предстояние», «Духless» и др. Был ведущим ряда телепередач: «Новый год на Первом. Новогодний детектив», «Легенды видеосалонов», «INTERсеть», «Русский Голливуд. Бриллиантовая рука 2», «Кинодвижение». Участвовал в проектах «Цирк со звёздами», «Полиглот», «Ледниковый период», «Танцы со звёздами».
В 2001 году Михалков создал компанию «Кинодом», которая занялась созданием фильмов и видеороликов. Позже он начал снимать фильмы в качестве режиссёра. На экраны вышли его картины «Остановка», «Страсти по России», «Москва, я люблю тебя!» (новелла «Job — Работа»), «Ставка на любовь». В 2015 году Михалков снял документальный фильм об отце «Легко ли быть Михалковым» который вышел на телеканале «Россия-1». В 2022 году вышел в прокат художественный фильм «Мистер Нокаут» с Сергеем Безруковым в одной из главных ролей.
С 2013 по 2018 год Михалков был президентом Национального кинофестиваля дебютов «Движение» в Омске.
С 2024 года — генеральный продюсер российского фестиваля молодого кино «Новое движение», который ежегодно проводится в Великом Новгороде.
8 апреля 2025 года назначен генеральным продюсером 1-2-3 Production.

## Семья
В первом браке у Артёма Михалкова родилась дочь Наталья (2002), в 2024 году он стал дедом. После развода (2013) Михалков женился во второй раз, на актрисе Дарье Баженовой. В этом браке родились сын Александр (2020), дочери Вера (2022) и Любовь (2025).

## Фильмография

### Актёр
- 1978 — Сибириада — Артюша, маленький сын Спиридона
- 1998 — Сибирский цирюльник — Бутурлин, юнкер
- 2003 — Участок — Андрей Микишин
- 2004 — 72 метра — мичман Нечаев, начальник химической службы ДПЛ «Славянка», медик
- 2005 — 9 рота — рядовой Сергей Стасенко («Стас»)
- 2006 — Петя Великолепный — Вова
- 2008 — Новогодняя ночь на Первом канале — Артём, сотрудник Первого канала
- 2009 — Путь — Дима
- 2009 — Снег на голову — Иван
- 2010 — Москва, я люблю тебя! — внук (новелла «Настоящая жизнь») / прохожий (новелла «В центре ГУМа у фонтана»)
- 2010 — Утомлённые солнцем 2: Предстояние — курсант Миша Сазонов
- 2010 — В лесах и на горах — Евграф
- 2011 — ПираМММида — майор
- 2011 — Духless — Вадим, друг и партнёр Макса, бизнесмен
- 2011 — Контригра — Алекс Крафт, офицер УСС США под прикрытием американского журналиста из «Вашингтон пост», он же Викентий, советский разведчик-нелегал офицер ГРУ
- 2011 — Загадка для Веры — Антон Сорокин
- 2013 — Поговори со мною о любви — Валерий Петрович Малахов
- 2014 — Майские ленты — Стефан, отец Лики
- 2019 — Фантом — Акуленко
- 2020 — Легенда Феррари — Карл Брюнер, инженер
- 2020 — Хороший человек — Юрий Васильевич Ланский, судья
- 2025 — Спойлер — Александр Морозов

### Режиссёр
- 1999 — Остановка
- 2010 — Москва, я люблю тебя! (новелла «Job — Работа»)
- 2015 — Ставка на любовь
- 2022 — Мистер Нокаут
- 2025 — Первый на Олимпе

Документальные фильмы
- 2003 — Страсти по России
- 2006 — Загадка «Чёрного принца»
- 2016 — Сложно ли быть Михалковым

### Сценарист
- 2010 — Москва, я люблю тебя! (новелла «Job — Работа»; совместно с Дмитрием Мишиным)

### Продюсер
- 2015 — Ставка на любовь (генеральный продюсер)
- 2022 — Мистер Нокаут

## Награды
- 1999 — International Film Festival «Cinerail» (France) — приз за лучший короткометражный фильм и приз Primagas groop («Остановка»);
- 1999 — приз фестиваля «Святая Анна» («Остановка»);
- 1999 — приз МКФ «Молодость» (Киев) («Остановка»);
- 1999 — приз МКФ в Сан-Пьер-де-Корпс (Франция) («Остановка»);
- 2016 — премия фестиваля SIFFA UK (Лондон) («Ставка на любовь»).
- 2022 — Почётная грамота Министерства обороны Российской Федерации — за оказание содействия в решении задач, возложенных на Вооруженные Силы Российской Федерации[10].
- 2023 — Медаль «За труды в культуре и искусстве» (4 декабря 2023 года) — за заслуги в развитии отечественной культуры и искусства, многолетнюю плодотворную творческую деятельность[11]